# Paul Johann Anselm von Feuerbach
Paul Johann Anselm von Feuerbach (Hainichen (Jéna), 1775. november 14. – Majna-Frankfurt, 1833. május 29.) lovag, német büntetőjogász.

## Életpályája
Egyetemi tanár volt Jénában, Kielben, Landshutban, majd a bajor büntető törvénykönyv tervezetének elkészítése végett a bajor igazságügy-minisztériumba hívták meg, ahol 1808-ban valóságos titkos tanácsos lett. Már 1806-ban tervezetet dolgozott ki a kínpad eltörléséről, 1813-ben kidolgozott büntetőtörvénykönyv-tervezete, a Strafgesetzbuch für das Königreich Bayern pedig törvénnyé vált, más államokban is mintául szolgált és nagyban közreműködött a jogszolgáltatás javításán. Büntetőjogi tankönyvével (1801) a büntető jogtudomány újjáalakítója lett. Ő állította fel a modern büntető törvénykönyvek két alapelvét, amelyet a magyar Btk. is elfogadott és 1. §-ában kimondott: 1. hogy csupán az a büntetendő cselekmény, amelyet a törvény nyilvánít annak, és 2. hogy senki sem büntethető cselekményéért más büntetéssel, mint amelyet a bűncselekmény elkövetése előtt arra a törvény megállapított. 
1807-ben tervezetet dolgozott ki a Code Napoléon átültetésére, de ez nem vált törvénnyé. Dolgozott a Codex Maximilianeus összeállításán is. 1814-től magasabb bírói hivatalokat viselt, 1821-ben pedig valóságos államtanácsos lett. Feuerbach nevét az egész jogászvilágban ismertté a róla elnevezett elrettentési elmélettel tette, amellyel Kanttal szemben azt vitatja, hogy a büntetés célja az elrettentés. Elméletét rendszeresen Lehrbuch des gemeinen, in Deutschland geltenden peinlichen Rechts (Giessen, 1801, 14. kiadás 1847) című művében fejti ki, de ugyanezt fejtegeti Über die Strafe als Sicherungsmittel vor künftigen Beleidigungen des Verbrechers (Erfurt, 1799); Revision der Grundsätze und Grundbegriffe des positiven peinlichen Rechts (Erfurt, 1799 és Chemnitz, 1800, 2 rész) és Bibliothek für die poinliche Rechtswissenschaft und Gesetzkunde (Göttingen, 1800 és Giessen, 1803, 3 kötet, Grosman és Almendingennel) c. művében is. Számos jogbölcsészeti és büntetőjogi művei mellett említendő még Merkwürdige Kriminalgerichtsfalle (Giessen, 1808 és 1811, 2 kötet) c. gyűjteménye, amelyben először foglalkozik a bűnesetek lélektani bírálatával. 